# Michal Bílek (1997)
Michal Bílek (* 13. října 1997 Kladno) je český profesionální fotbalista, který hraje na pozici středního záložníka za český klub FK Teplice. Je také bývalým českým mládežnickým reprezentantem.

## Klubová kariéra
Bílek je odchovancem FK Teplice, v červenci 2016 byl poprvé povolán do A-mužstva. V únoru 2016 se stal sportovcem roku v kategorii Mládež – jednotlivci na 2. místě.
Na jaře 2017 hostoval v druholigovém Varnsdorfu, sezonu 2018/19 strávil na hostování v Ústí nad Labem. Od ledna 2022 hrál za Opavu. V létě 2023 se vrátil zpátky do Teplic.

## Reprezentační kariéra
Michal Bílek reprezentoval Českou republiku v mládežnické kategorii U17 a U18.